# Dolichandra unguis-cati
Dolichandra unguis-cati,  uña de gato,   es una especie fanerógama, trepadora,  en la familia de las bignoniáceas.

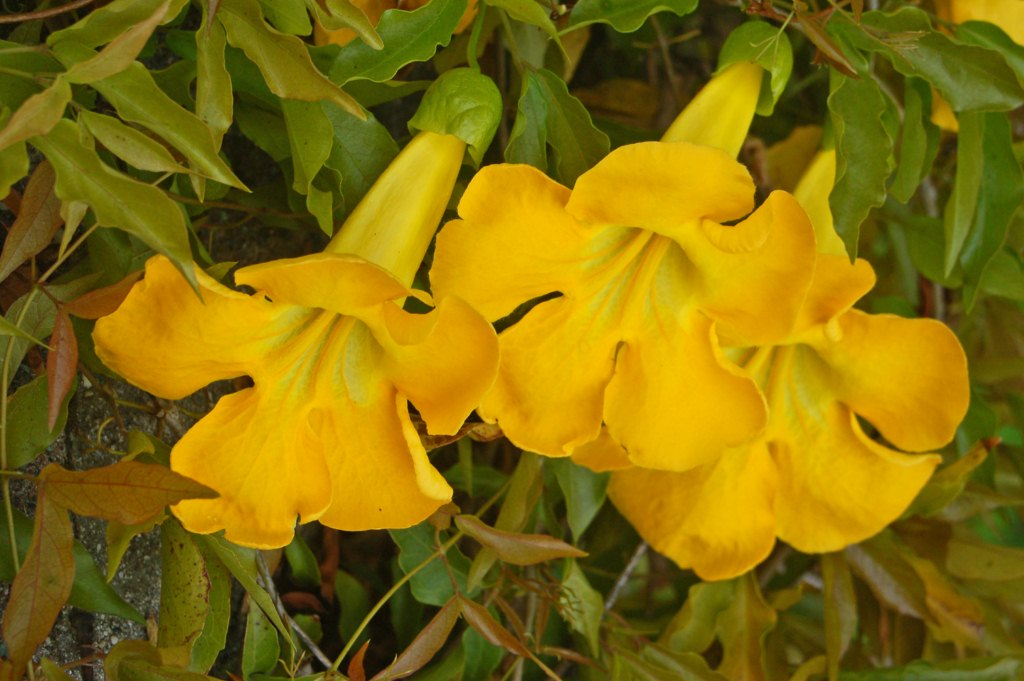
Flor

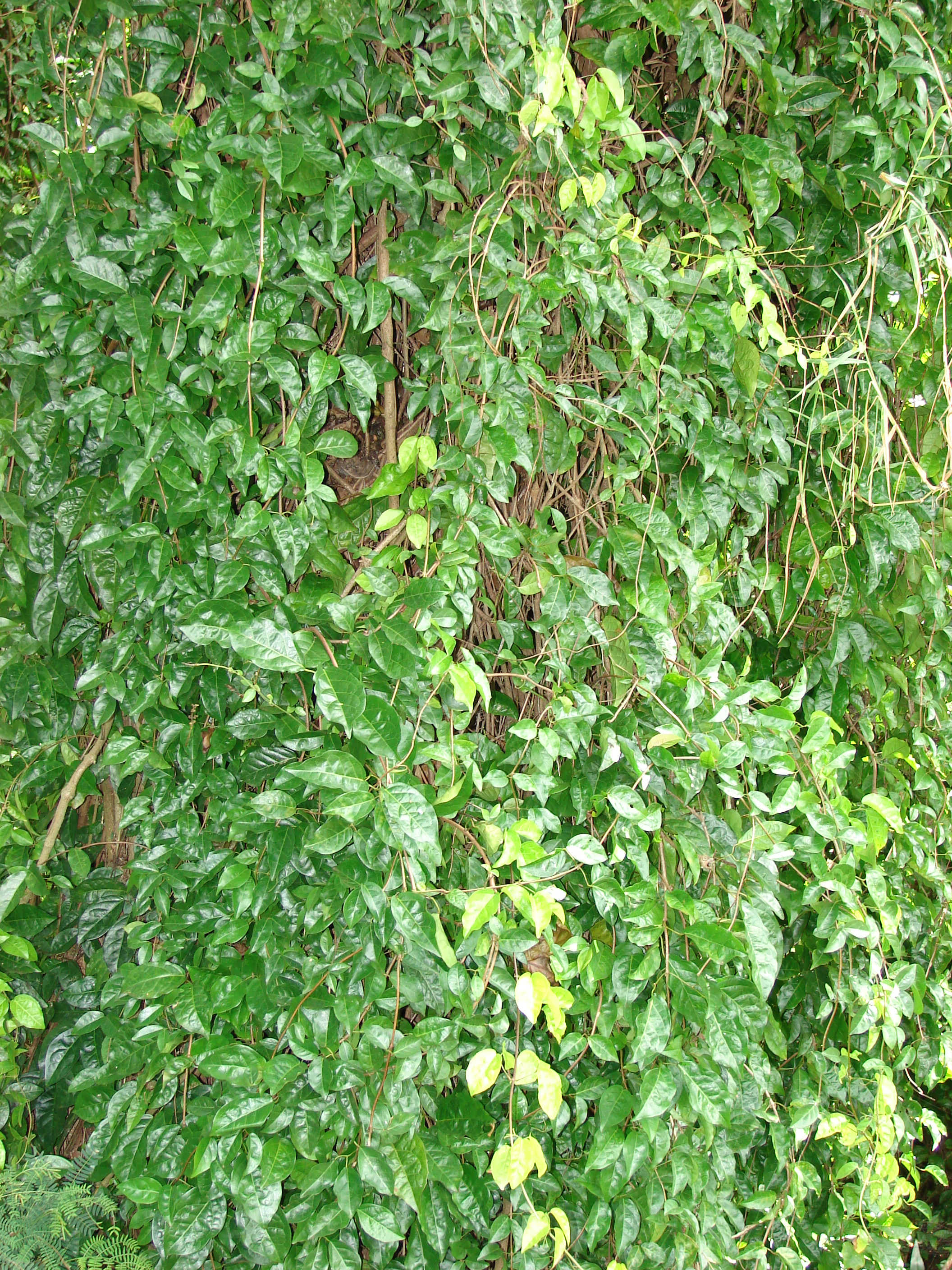
En su hábitat

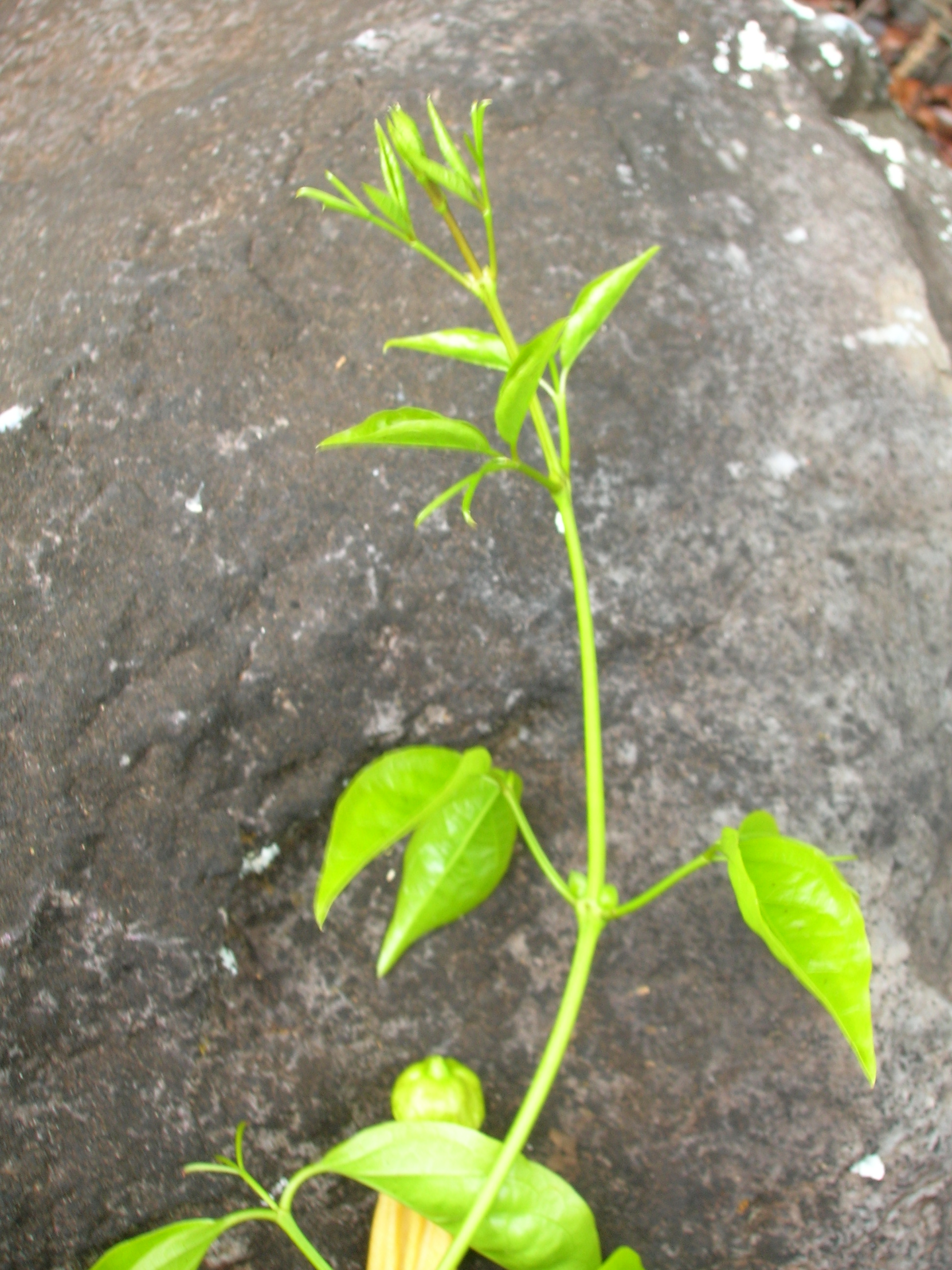
Hojas

## Distribución y hábitat
Es una especie nativa de Norteamérica y Sudamérica. Su rápido crecimiento y la fácil dispersión de su semillas hace que sea considerada una especie invasora dañina fuera de su hábitat natural al cubrir la vegetación natural y dificultar su desarrollo. Como especie alóctona se ha reportado su presencia en Australia, Sudáfrica, India, Mauricio, China, Hawái, Florida, Nueva Caledonia, Santa Helena y Nueva Zelanda.

## Descripción
Tiene follaje semipersistente, pues en lugares protegidos, donde no recibe heladas, lo conserva siempre, y donde suelen presentarse heladas, lo pierde parcialmente. Es muy vigorosa. 
Es leñosa y posee tallos delgados. Para trepar, utiliza además de los zarcillos, pequeñas raíces aéreas que tienen sus ramas. Sus hojas de color verde, son opuestas, bi-foliadas, terminadas en zarcillos de 3 ramas en forma de gancho. Los folíolos tienen una longitud de 3 a 4 cm. Las flores son de color amarillo, y pueden crecen solas o en grupos de 2 o 3. Tienen un diámetro de 4 a 5 cm. Los frutos, son cápsulas lisas de color castaño. Tienen una longitud de 20 a 40 cm por 1 a 1,5 cm de diámetro.

## Uso medicinal
Se ha documentado su uso como antiabortivo, antídoto de picaduras de serpiente; antipirético y antiinflamatorio, para el tratamiento de dolencias intestinales, malaria y oliguria.

## Taxonomía
Dolichandra unguis-cati fue descrita por (L.) L.G.Lohmann   y publicado en Nuevo Catálogo de la Flora Vascular de Venezuela 273. 2008.
Sinonimia
- Batocydia exoleta Mart. ex DC.
- Batocydia unguis Mart. ex DC.
- Batocydia unguis-cati (L.) Mart. ex Britton
- Bignonia acutistipula Schltdl.
- Bignonia californica Brandegee
- Bignonia catharinensis Schenck
- Bignonia dasyonyx S.F.Blake
- Bignonia exoleta Vell.
- Bignonia gracilis Lodd.
- Bignonia inflata Griseb.
- Bignonia lanuginosa Hemsl.
- Bignonia pseudounguis Desf.
- Bignonia triantha DC.
- Bignonia tweedieana Lindl.
- Bignonia unguis L.
- Bignonia unguis Vell.
- Bignonia unguis-cati L.
- Bignonia vespertilia Barb.Rodr.
- Dolichandra kohautiana C.Presl
- Doxantha acutistipula (Schltdl.) Miers
- Doxantha adunca Miers
- Doxantha chelephora Miers
- Doxantha dasyonyx (S.F.Blake) S.F.Blake
- Doxantha exoleta (Vell.) Miers
- Doxantha lanuginosa (Hemsl.) Miers
- Doxantha mexicana Miers
- Doxantha praesignis Miers
- Doxantha radicans (DC.) Miers
- Doxantha serrulata Miers
- Doxantha tenuicula Miers
- Doxantha torquata Miers
- Doxantha tweedieana (Lindl.) Miers
- Doxantha unguis var. microphylla Chodat
- Doxantha unguis-cati (L.) Miers
- Macfadyena unguis-cati (L.) A.H.Gentry
- Microbignonia auristellae Kraenzl.
- Spathodea kohautiana (C.Presl) Walp.[6]